# NGC 49
NGC 49 je galaksija u zviježđu Andromeda.

## Vanjske poveznice
- SEDS: NGC 0049